# Mellersta Hällberget
Mellersta Hällberget är ett naturreservat i Överkalix kommun i Norrbottens län.
Området är naturskyddat sedan 1997 och är 0,2 kvadratkilometer stort. Reservatet omfattar en lägre del av Mellersta Hällbergets sydsluttning nordvästsluttningen av berget Stor-Granberget med små myrar. Reservatet består av tallskog med inslag av gran, björk och enstaka asp.